# Ley del Presidente del Estado
Ley del Presidente del Estado de Israel es el nombre con el que se conoce una de las leyes fundamentales de Israel. Define la condición, elegibilidad, funciones, atribuciones y competencias del Presidente de Israel.